# Енугу Рейнджерс
«Рейнджерс Інтернешнл» (англ. Rangers International FC), відомий також як «Енугу Рейнджерс» — нігерійський футбольний клуб з міста Енугу. Виступає в Прем'єр-лізі Нігерії. Домашні матчі проводить на стадіоні «Ннамді Азіківе», що вміщає 30 000 глядачів.

## Історія
Заснований в 20 листопада 1970 року. Це один з двох нігерійських клубів, які ніколи не покидали вищу лігу країни (разом із клубом «Івуаньянву Нейшнл», який з 2006 року називається «Гартленд»).
1975 року Рейнджерс дістався до фіналу Кубка Чемпіонів КАФ, де за сумою двох матчів поступилися гвінейському клубу «Хафія». 1977 року клуб став переможцем Кубка Кубків КАФ.

## Досягнення
- Чемпіон Нігерії (5) : 1974, 1975, 1981, 1982, 1984
- Володар Кубка Нігерії (5) : 1974, 1975, 1976, 1981, 1983
  - Фіналіст Кубка Нігерії (7) : 1971, 1978, 1987, 1990, 2000, 2004, 2007
  - Фіналіст Кубка чемпіонів КАФ (1) : 1975
- Переможець Кубка володарів кубків КАФ: 1977

## Відомі гравці
- Айодеджі Браун
- Сандей Мба
- Самюель Огунсанія
- Джей-Джей Окоча (молодіжна команда)
- Едвард Офер
- Джон Утака
- Тарібо Вест
- Майкл Еменало
- Джозеф Енакархіре
- Усіма Ндука